# María Mantilla García

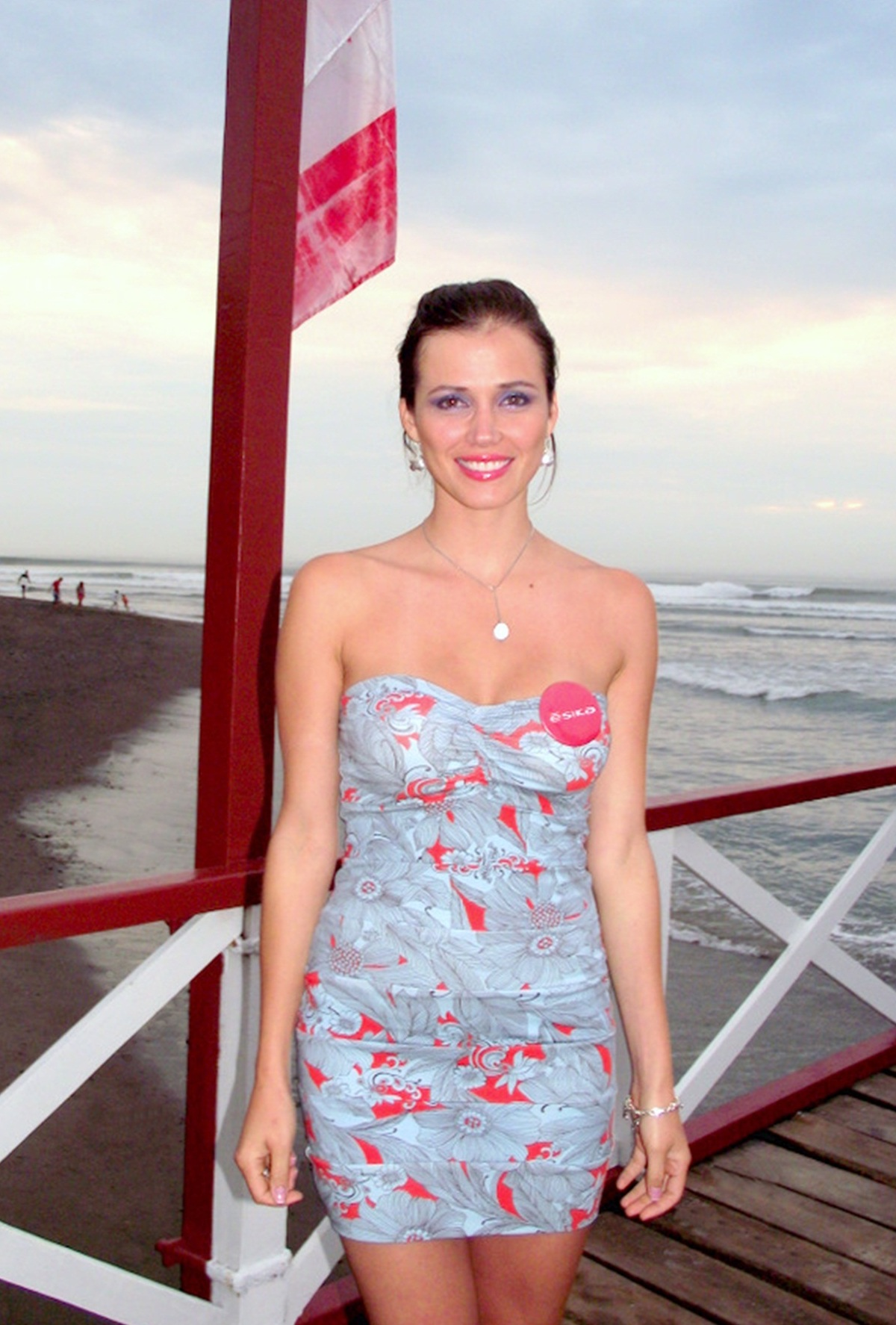
María Mantilla García

María Julia Mantilla García (Trujillo, 10 juli 1984) is een Peruviaans model dat op 4 december 2004 gekozen werd tot Miss World. Ze werd eerder tijdens de Miss Peru 2004 verkiezing verkozen tot Miss Peru Mundo 2004 (Miss Peru World).
Daarmee was ze de opvolgster van de Ierse Rosanna Davison.
Naast haar modellencarrière werd ze in 2001 ook nationaal kampioen triatlon en vijfkamp. Ze werd tevens verkozen tot Peruviaans atleet van het jaar.
- Gemeinsame Normdatei: 1148344632
- Virtual International Authority File: 7270151353543252720004
- WorldCat: E39PBJq6RXXx8gKPfgfhb8VjYP